# 153
153（一百五十三）是152與154之間的自然数。

## 在數學上
- 合數，正因數有1、3、9、17、51和153。
質因數分解為{\displaystyle 3^{2}\times 17}。
- 虧數，真因數和為81，虧度為72。
- 不尋常數，大於平方根的質因數為17。
- 第50個十进制的哈沙德數，數字可被各位數字的和整除。前一個為152、下一個為156。
  - {\displaystyle {\frac {153}{1+5+3}}=17}
- 第83個十进制的奢侈數。前一個為152、下一個為154。
- 153是首17個正整數的和，即第17個三角形數，亦是第9個六邊形數。

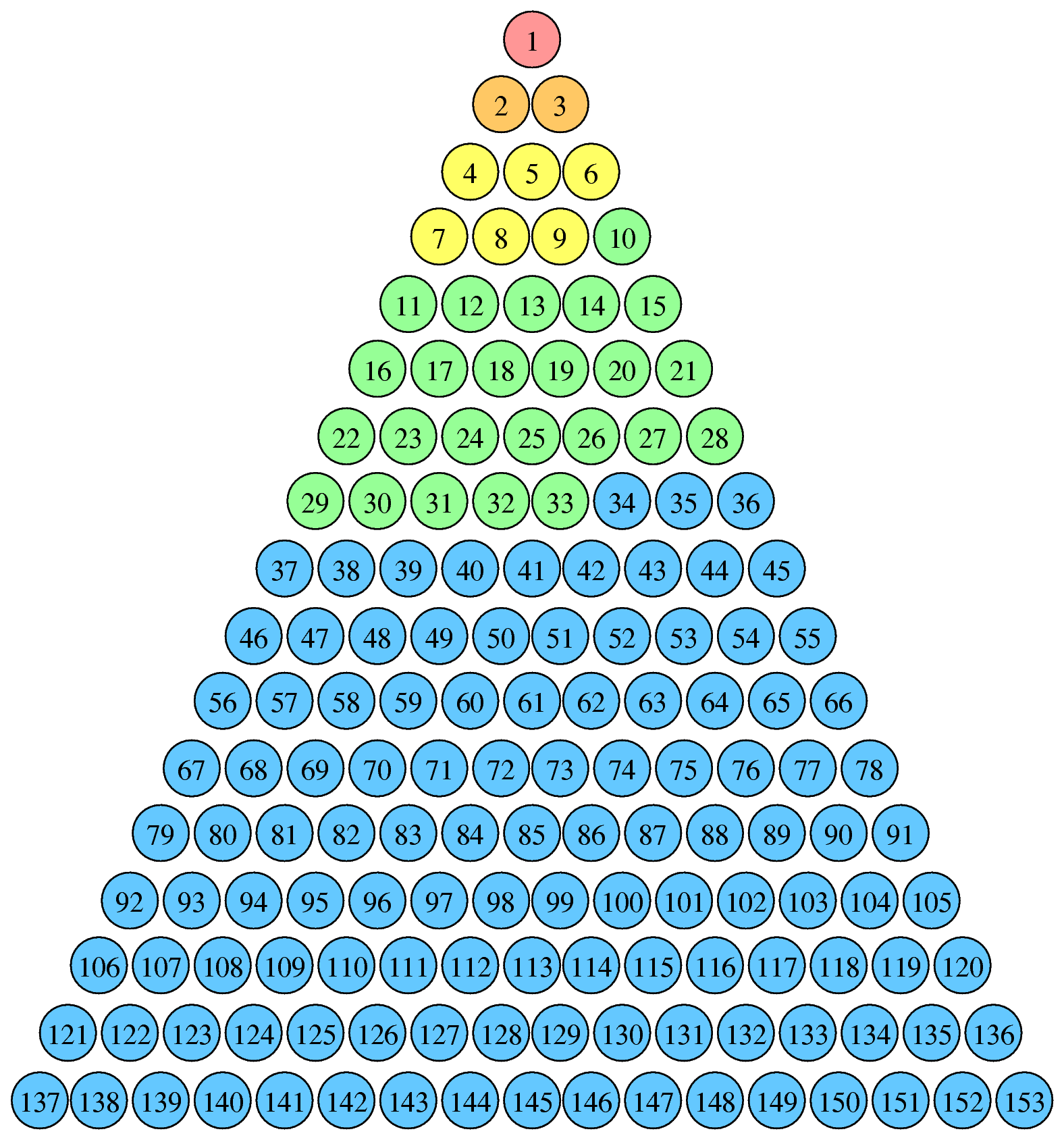
153是三角形數

- 首5個正整數階乘的和：1!+2!+3!+4!+5!
- 傅利曼數：3×51=153。
- 153和154的相異質因數之和一樣，因此它們組成魯斯-阿倫數對。
- 十進制水仙花數：13+53+33=153。
- 将任何一个3的倍数以十进制拆解后，将这些数字进行立方求和，在反复的拆解、立方求和后，最后都会得到153这个数字[1]。

## 在天文
- 小行星153
- NGC 151 是鯨魚座的一個星系。

## 在交通
- 縣道153號

## 其他領域中
- 153年
- 前153年

## 在人類社會文化中
- 香港男演員及導演、電視節目主持和影視製作人曾志偉之稱呼。